# Wurlsee
Der Wurlsee ist ein im Nordosten Deutschlands bei Lychen, in der Uckermark, im Bundesland Brandenburg gelegener See.

## Name
Der See wurde 1299 („stagnum … Tiepe Worll“) erstmals urkundlich erwähnt. Der Name leitet sich vom slawischen Wort *vorel- „Adler“ ab im Sinne von „Ort, wo es Adler gibt“.

## Lage

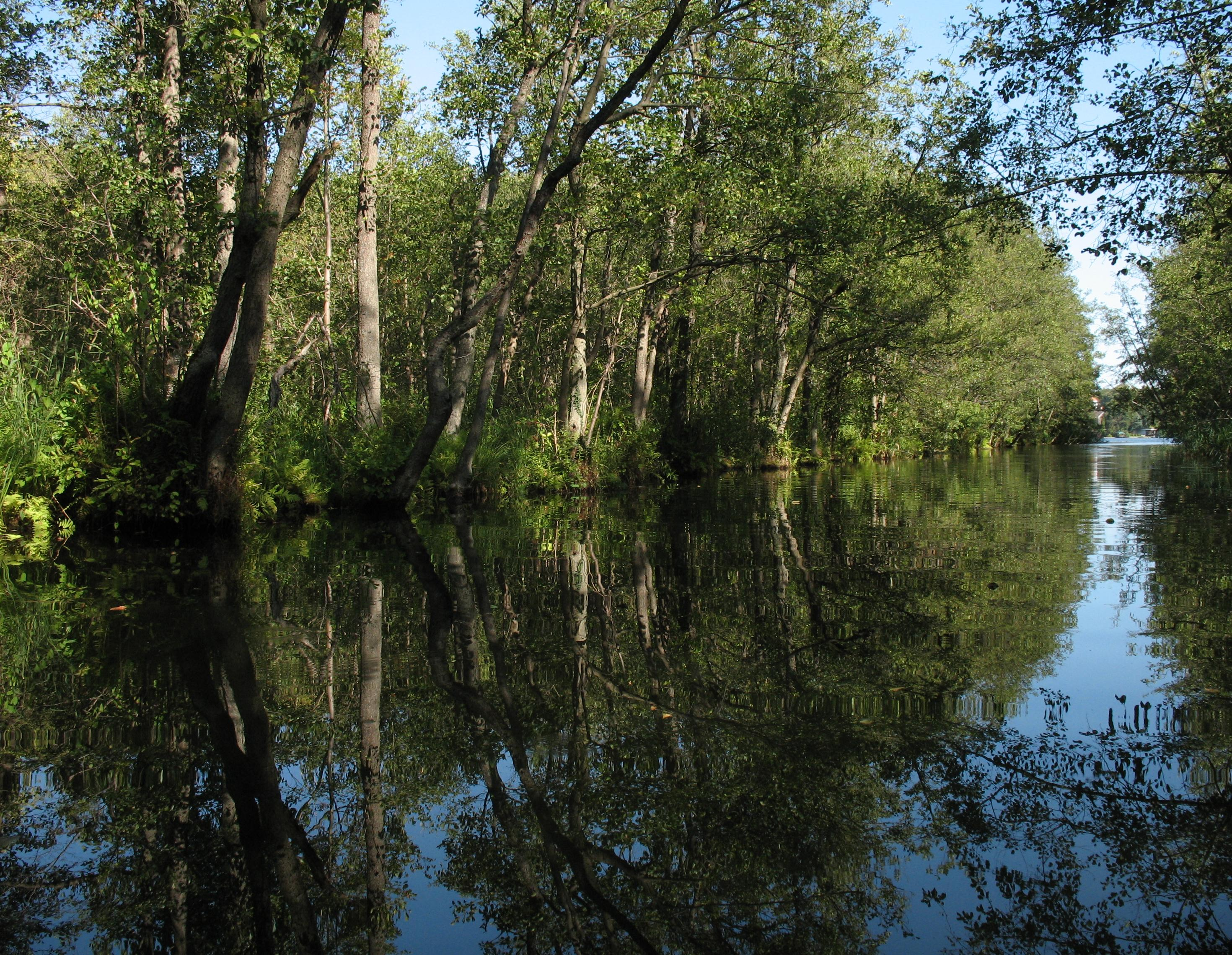
Wurlflut

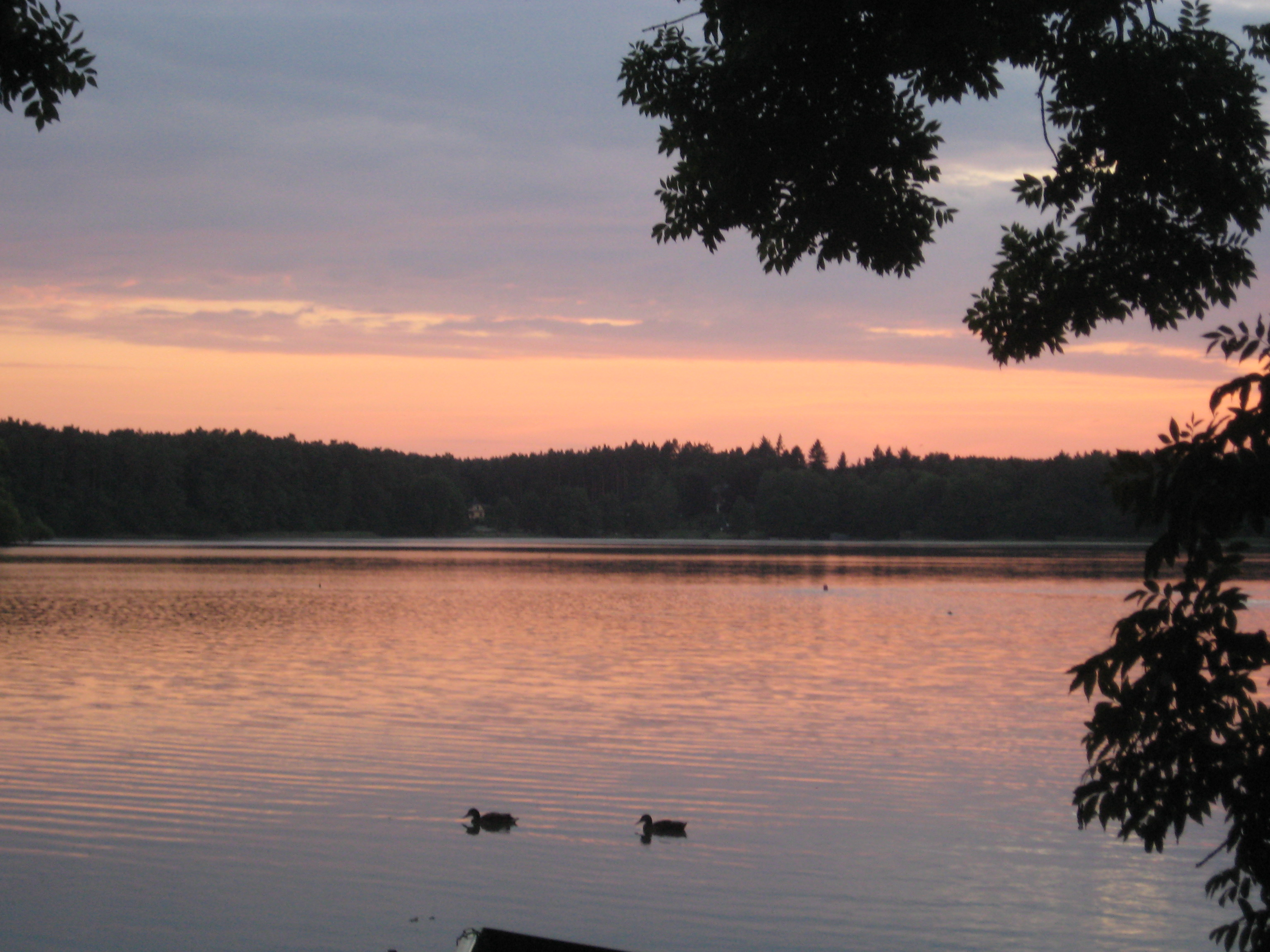
Sonnenuntergang am Wurlsee

Der Wurlsee ist einer der sieben Seen des Lychener Seenkreuzes, liegt aber nicht im Hauptstrang des Lychener Gewässers. Er wird zu den Uckermärkischen Seen gerechnet. Der See zeichnet sich durch sein klares Wasser aus und liegt ungefähr 80 km nördlich von Berlin. Über einen Kanal, die Wurlflut, ist er mit dem Nesselpfuhl verbunden, der zusammen mit dem Lychener Mühlbach einen Nebenlauf des Lychener Gewässers bildet. Durch die Woblitz, in die man vom Großen Lychensee aus kommt, ist eine schiffbare Verbindung zur Havel gegeben. Dadurch eignet sich der Wurlsee hervorragend als Startpunkt für Wasserwanderungen mit dem Kanu. Größeren Sportbooten bleibt der Weg über den Nesselpfuhl aufgrund der geringen Brückenhöhen zwischen Wurlsee und Nesselpfuhl als auch Nesselpfuhl und Stadt- bzw. Großem Lychener See verwehrt. Auf einer Halbinsel am Südufer des Sees befindet sich ein ehemaliger slawischer Burgwall. Am Nordostufer liegt der Wohnplatz Wurlgrund.

## Seedaten
Der Wurlsee hat eine Wasserfläche von 95 Hektar. An seiner tiefsten Stelle misst er 28 m. Das Wasser des Wurlsees entstammt verschiedenen Quellen und ist sehr rein. Der See hat den Badegewässerstatus EG-Badesee. Das Befahren mit Motorbooten ist verboten, Angeln nur mit Angelkarte erlaubt. Die sommerliche Sichttiefe liegt bei 3 Meter bis 5 Meter. Er hat eine effektive Länge von 1,59 Kilometern bei einer Breite von 940 Metern. Das Einzugsgebiet des Sees hat eine Fläche von 9,12 km².

## Flora und Fauna
Hauptfischarten sind Hecht, Barsch und Maräne. Auch viele Wasservögel, darunter Haubentaucher, Blässhuhn und Stockente sind hier verbreitet.

## Weblinks

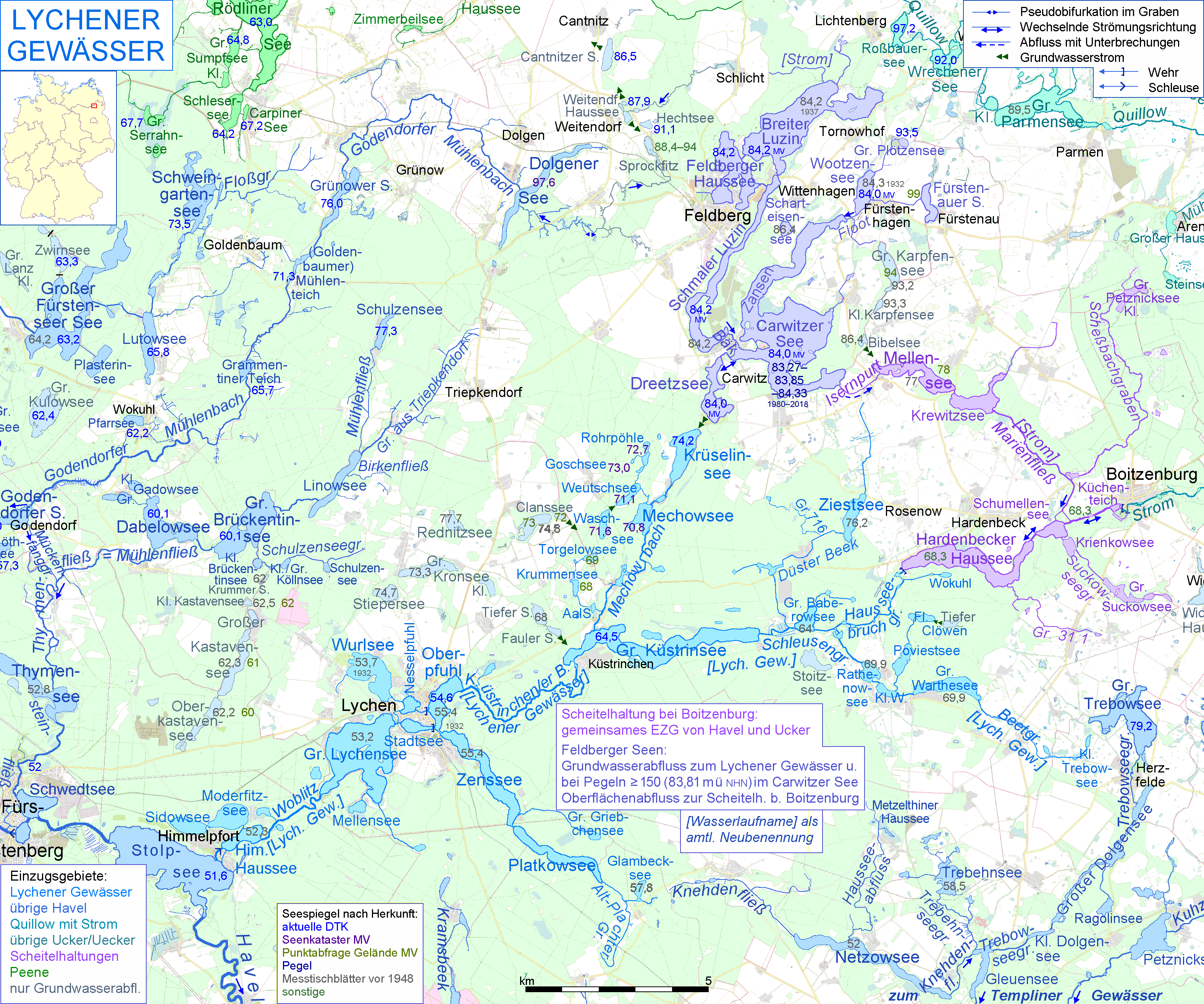
Der Wurlsee als Nordwestarm des Lychener Seenkreuzes